# バット・ビューティフル (曲)
「バット・ビューティフル 」は、ジョニー・バークが作詞、ジミー・ヴァン・ヒューゼンが作曲を手掛けたポピュラー曲。この曲は1947年に発表された。
バークとヴァン・ヒューゼンによって書かれた5曲の一つとしてパラマウント・ピクチャーズの映画リオへの道（1947年）で紹介され、ビング・クロスビーとドロシー・ラムーアによって歌われた。この曲は1948年にフランク・シナトラ（14位に到達）、ビング・クロスビー（＃20）、マーガレット・ホワイティング（＃21）、アート・ランド（＃25）がヒットさせた。 
元のキーはト長調で、形式はA-B1-A-B2。チック・コリアは、ト長調のオリジナルの調でピアノのソロバージョンを録音したが、ヘ長調（後のシナトラ）、ハ長調（ビル・エヴァンスとスタン・ゲッツ）、ニ長調（トニー・ベネット）など、さまざまな調で録音されている。レディー・ガガ）、ビリー・ホリデー（変ロ長調）、ナット・キング・コール（ホ長調）。通常はバラードとして演奏される。

## 収録した主なアーティスト
- ナット・キング・コール
- ビリー・ホリデイ
- フランク・シナトラ
- ナンシー・ウィルソン
- ジョニー・ハートマン
- ビング・クロスビー
- アレサ・フランクリン
- バーブラ・ストライサンド
- トニー・ベネット
- レディー・ガガ
- ドリス・デイ
- ビル・エヴァンス
- チック・コリア
- ボブ・ディラン